# Microsphecodes
Microsphecodes is een geslacht van vliesvleugelige insecten van de familie Halictidae.

## Soorten
- M. dominicanus (Stage, 1972)
- M. kathleenae (Eickwort, 1972)
- M. kittensis Engel, 2006
- M. russeiclypeatus (Sakagami & Moure, 1962)
- M. solitarius (Ashmead, 1900)
- M. thoracicus (Ashmead, 1900)
- M. trichommus Michener, 1979
- M. truncaticaudus Michener, 1979